# Хитрец, Хрвое
Хрвое Хитрец (хорв. Hrvoje Hitrec; род. 14 июля 1943, Загреб) — хорватский писатель, сценарист и государственный деятель, министр информации (1991).

## Биография
Хрвое Хитрец родился 14 июля 1943 года в Загребе. Учился на философском факультете Загребского университета.
Был близким соратником Франьо Туджмана и стал одним из первых членов его партии Хорватское демократическое содружество. В начале 1990-х годов он занял пост директора государственной телекомпании Хорватское радио и телевидение, а с марта по июль 1991 года занимал пост министра информации в правительстве Йосипа Манолича, а также был депутатом сабора.
На парламентских выборах 2007 года Хитрец возглавлял правый независимый список, набрав 709 голосов.